# Tribunal judiciaire de Mulhouse
Le tribunal judiciaire de Mulhouse est un tribunal judiciaire situé à Mulhouse, dans le département français du Haut-Rhin.

## Localisation
Le tribunal judiciaire est implanté au Palais de justice situé au 21, avenue Robert-Schuman à Mulhouse.

## Historique
L'édifice fait l'objet d'une inscription au titre des monuments historiques depuis 1992.

## Organisation

### Présidents
- 1958-1973 : Théodore Fuhlhaber[2]
- 1973-1978 : Jean Wagner[3]
- 1978-1984 : Paul Haegel[4]
- 1984-? : René Monboisse[5]

[...]
| Identité          | Période         | Période          |
| Identité          | Début           | Fin              |
| ----------------- | --------------- | ---------------- |
| Philippe Babo (d) | 17 février 2017 | 31 décembre 2019 |

| Identité          | Période          | Période |
| Identité          | Début            | Fin     |
| ----------------- | ---------------- | ------- |
| Philippe Babo (d) | 1er janvier 2020 |         |